# Johnny Juzang
Jonathan "Johnny" Anh Juzang (Los Angeles, 17 de março de 2001) é um jogador norte-americano de basquete profissional que atualmente joga no Utah Jazz da National Basketball Association (NBA).
Ele começou sua carreira no basquete universitário jogando uma temporada na Universidade de Kentucky antes de se transferir e passar duas temporadas no UCLA Bruins.

## Primeiros anos
Juzang nasceu em Los Angeles. Sua mãe, Hanh, é vietnamita. Depois de repetir a oitava série, Juzang jogou basquete no ensino médio pela Harvard-Westlake School em Los Angeles. Em sua temporada de calouro, ele teve médias de 16,2 pontos, 7,5 rebotes e duas assistências e foi companheiro de equipe de Cassius Stanley. Harvard-Westlake venceu o Campeonato Estadual depois que Juzang registrou 21 pontos, 11 rebotes e quatro assistências na final. Em seu segundo ano, ele teve médias de 22,8 pontos, 9,5 rebotes e 2,8 assistências, levando seu time a um recorde de 22–6. Em seu terceiro ano, Juzang teve médias de 23 pontos, 8,5 rebotes e 3,4 assistências e foi nomeado o MVP da Mission League. Ele ajudou a liderar a escola ao seu primeiro título da liga desde 2011, depois de marcar 25 pontos na final.
Após a temporada, Juzang foi reclassificado da classe de 2020 para a classe de 2019, permitindo que ele jogasse na universidade na temporada seguinte. Ele era um recruta de quatro estrelas e um dos melhores alas de sua classe. Em 10 de maio de 2019, ele se comprometeu a jogar basquete universitário na Universidade de Kentucky. Ele também estava interessado na UCLA, mas seu treinador, Steve Alford, foi demitido, e ele não teve tempo para desenvolver um relacionamento com seu novo treinador, Mick Cronin.

## Carreira universitária

### Kentucky (2019–2020)

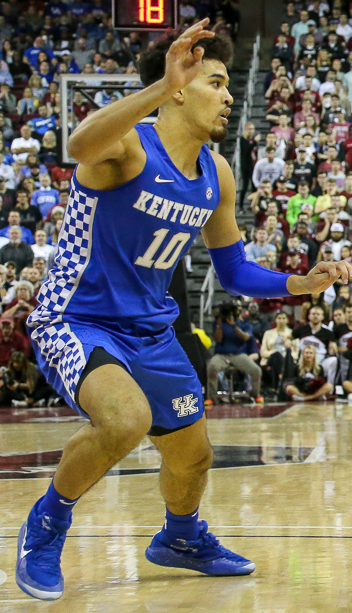
Juzang emKentucky em 2020

Como calouro na Universidade de Kentucky, Juzang foi reserva de Tyrese Maxey e Immanuel Quickley e ficou restrito em um tempo de jogo limitado. Sua defesa foi considerada uma fraqueza e ele não arremessou bem o suficiente para obrigar o técnico, John Calipari, a escalá-lo mais. Em 8 de fevereiro de 2020, Juzang marcou 13 pontos, o recorde da temporada, com três cestas de três pontos em uma vitória de 77-64 sobre Tennessee. Ele teve média de 2,9 pontos, acertando 37,7% dos arremesos, em 12,4 minutos.

### UCLA (2020–2022)
Após a temporada, Juzang anunciou que estava se transferindo de Kentucky. Ele estava sozinho sem sua família e a pandemia da COVID-19 impulsionou seu desejo de voltar para casa. Juzang decidiu se transferir para a UCLA e jogar sob o comando de Cronin, e recebeu uma dispensa para jogar imediatamente em vez do requisito usual de ficar de fora por uma temporada.
Juzang perdeu os quatro primeiros jogos da temporada de 2020-21 com uma reação de estresse no pé direito. Em seu primeiro jogo, ele marcou 10 pontos em uma vitória sobre San Diego. Ele passou para a escalação titular no jogo seguinte contra Marquette. Em 14 de janeiro de 2021, Juzang marcou 17 pontos em uma vitória esmagadora por 91-61 sobre o Washington State. Em 24 de janeiro, contra Stanford, ele marcou 27 pontos em uma derrota por 73-72 na prorrogação, a primeira derrota da equipe na conferência na temporada. O jogo incluiu um trecho em que Juzang marcou 21 pontos seguidos para o time, fazendo oito arremessos consecutivos. Contra Washington, ele marcou 32 pontos, o recorde da carreira, em uma vitória por 64–61. Ele foi o primeiro jogador de UCLA a marcar pelo menos metade dos pontos de seu time em um jogo desde Reggie Miller. Como artilheiro do time, Juzang foi selecionado para a Segunda-Equipe da Pac-12.
No Torneio da NCAA de 2021, Juzang se juntou a Miller e Kareem Abdul-Jabbar para se tornar o terceiro jogador na história da UCLA a marcar pelo menos 20 pontos em seus dois primeiros jogos do Torneio da NCAA. Ele marcou 28 pontos em uma vitória de 51–49 sobre Michigan, enquanto a UCLA avançou para sua primeira Final Four desde 2008. Dezoito de seus pontos vieram no primeiro tempo, o que incluiu uma corrida onde ele marcou 12 pontos consecutivos. Ele se tornou o primeiro jogador a marcar pelo menos metade dos pontos de sua equipe em uma vitória nas finais regionais desde Oscar Robertson em 1960. Juzang marcou 29 pontos na semifinal nacional contra Gonzaga, incluindo uma cesta para empatar o jogo com 3,3 segundos restantes na prorrogação, mas Jalen Suggs de Gonzaga fez uma cesta para vencer o jogo por 93–90. Juzang teve médias de 22,8 pontos em seis jogos no torneio e foi nomeado para a Equipe Ideal do Torneio de 2021. Ele marcou 137 pontos no total, o segundo maior número de um jogador da UCLA na história do Torneio da NCAA, atrás dos 140 pontos de Gail Goodrich em 1965.

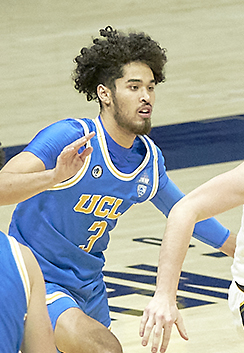
Juzang com a UCLA em 2021

Esperando aumentar seu estoque de draft, Juzang teve problemas com lesões, perdendo um jogo devido a uma dor no quadril devido a um acidente de scooter e outros dois com uma torção no tornozelo direito. Ele também ficou afastado por dois jogos após testar positivo para COVID-19 e não conseguiu melhorar significativamente na defesa durante a temporada. Embora fosse o foco dos planos de jogo defensivo dos oponentes, Juzang duplicou amplamente suas estatísticas e permaneceu como o artilheiro da UCLA, ajudando a liderar o time para o Torneio da NCAA de 2022. Ele foi eleito para a Primeira-Equipe da Pac-12. Depois de não conseguir atingir dois dígitos na pontuação em quatro de seis jogos, Juzang teve seu melhor jogo desde sua lesão no tornozelo com 14 pontos e oito rebotes em uma vitória de 72-56 sobre Saint Mary's na segunda rodada do Torneio da NCAA. Ele marcou 14 pontos novamente na derrota por 73-66 para a Carolina do Norte no Sweet Sixteen. Após a temporada, ele deixou a UCLA para entrar no draft da NBA.

## Carreira profissional

### Utah Jazz (2022–Presente)
Juzang não foi selecionado no draft da NBA de 2022. Ele jogou pelo Utah Jazz na Summer League de 2022, embora sua estreia tenha sido adiada após sofrer uma concussão em um acidente de carro dias depois de chegar a Utah. Após o torneio, ele assinou um contrato de duas vias com o Jazz. Durante a temporada, ele perdeu mais de um mês com uma séria torção no pulso. Ele fez sua estreia na NBA em 28 de fevereiro de 2023 em uma derrota por 102–94 para o San Antonio Spurs, marcando três pontos.
Em 19 de julho de 2023, Juzang assinou outro contrato de duas vias com o Jazz. Em 15 de março de 2024 contra o Atlanta Hawks, Juzang marcou 19 pontos, o recorde da carreira, em 25 minutos. Juzang marcou um novo recorde da carreira de 27 pontos contra o Golden State Warriors em 7 de abril de 2024. Em 13 de agosto, ele assinou um contrato de quatro anos e US$11.4 milhões com o Jazz.

## Estatísticas da carreira

### NBA

#### Temporada regular
| Ano      | Equipe   | PJ | PT | MPJ  | AP   | 3P   | LL   | RT  | AS  | BR | TO | PPJ |
| -------- | -------- | -- | -- | ---- | ---- | ---- | ---- | --- | --- | -- | -- | --- |
| 2022–23  | Utah     | 18 | 0  | 12.9 | .337 | .238 | .500 | 2.2 | .4  | .2 | .2 | 4.8 |
| 2023–24  | Utah     | 20 | 5  | 18.6 | .464 | .416 | .714 | 1.8 | 1.2 | .2 | .1 | 7.2 |
| Carreira | Carreira | 38 | 5  | 15.7 | .400 | .326 | .607 | 2.0 | .8  | .2 | .1 | 6.0 |

### Universidade
| Ano      | Equipe   | PJ | PT | MPJ  | AP   | 3P   | LL   | RT  | AS  | BR | TO | PPJ  |
| -------- | -------- | -- | -- | ---- | ---- | ---- | ---- | --- | --- | -- | -- | ---- |
| 2019–20  | Kentucky | 28 | 2  | 12.3 | .377 | .326 | .833 | 1.9 | .3  | .2 | .1 | 2.9  |
| 2020–21  | UCLA     | 27 | 26 | 32.3 | .441 | .353 | .877 | 4.1 | 1.6 | .8 | .3 | 16.0 |
| 2021–22  | UCLA     | 30 | 29 | 31.8 | .432 | .360 | .835 | 4.7 | 1.8 | .7 | .1 | 15.6 |
| Carreira | Carreira | 85 | 57 | 25.4 | .416 | .346 | .848 | 3.5 | 1.2 | .5 | .1 | 11.5 |